# Монтерей (каньон)
Монтерей — подводный каньон у побережья Калифорнии, расположен в заливе Монтерей. Он больше Гранд-Каньона (расположенного на поверхности суши) и является крупнейшим из подобных глубоководных каньонов на западном побережье США.

## Образование
Исследования Монтерея продолжаются. Существует гипотеза, что он был образован мощной древней рекой, так как ни одна из современных рек не является достаточно мощной для этого. Тем не менее, древние отложения, которые нужно изучить, чтобы узнать это точно, погребены под толщей современных и пока недоступны для учёных.